# Stambolijski
Stambolijski (bułg. Стамболийски) – miasto w środkowej Bułgarii. Znajduje się w obwodzie Płowdiw. Administracyjne centrum gminy Stambolijskiej.
Jest tutaj znana szkoła muzyczna Читалище Никола Вапцаров, która rozwija następujące działania: Dzieci-Młodzież Tańca "Jużnjacze", Szkoły Baletowej i Sztuki, Kursy w języku angielskim i niemieckim. 
Jest to miasto wielu krajów i międzynarodowych konkursów piosenki popularnej.
W tym mieście urodził się Bułgarski pisarz Gawraił Panczew.